# Flyers de Saint-Louis
Les Flyers de Saint-Louis sont une franchise professionnelle de hockey sur glace ayant évolué dans l'Association américaine de hockey puis dans la Ligue américaine de hockey et ayant existé de 1928 à 1953.

## Histoire
Les Flyers ont été créés en 1928 dans l'association américaine de hockey. Dès la saison 1932-1933, ils terminent deuxième de la saison régulière finissant les séries en deuxième position (seule saison jouée sur le principe du round-robin). La saison suivante, ils atteignent leur première finale de séries éliminatoires, finale perdue. De 1934 à la dissolution de l'AAH en 1942, ils dominent le championnat, remportant sept titres de saison régulière en huit ans ainsi que cinq titres en séries éliminatoires.
Après la fin de la Seconde Guerre mondiale, l'équipe reprend du service dans la Ligue américaine de hockey. En 1949, ils remportent la division Ouest mais sont éliminés au premier tour des séries. En 1953, après neuf saisons en LAH, l'équipe est dissoute.

## Statistiques
Pour les significations des abréviations, voir Statistiques du hockey sur glace.

### Dans l'AAH
| No | Saison    | PJ | V  | D  | N  | BP  | BC  | Pts | Classement        | Séries éliminatoires |
| -- | --------- | -- | -- | -- | -- | --- | --- | --- | ----------------- | -------------------- |
| 1  | 1928-1929 | 40 | 10 | 28 | 2  | 138 | 73  | 22  | 6e                | Non qualifiés        |
| 2  | 1929-1930 | 48 | 12 | 25 | 11 | 98  | 129 | 35  | 6e                | Non qualifiés        |
| 3  | 1930-1931 | 47 | 11 | 36 | 0  | 84  | 162 | 22  | 7e                | Non qualifiés        |
| 4  | 1931-1932 | 48 | 18 | 22 | 8  | 80  | 97  | 36  | 4e                | Éliminés au 1er tour |
| 5  | 1932-1933 | 45 | 24 | 20 | 1  | 112 | 92  | 48  | 2e                | 2e du round-robin    |
| 6  | 1933-1934 | 48 | 26 | 18 | 4  | 97  | 84  | 52  | 2e                | Finalistes           |
| 7  | 1934-1935 | 48 | 29 | 15 | 4  | 151 | 102 | 58  | 1er               | Vainqueurs           |
| 8  | 1935-1936 | 48 | 27 | 17 | 4  | 115 | 90  | 52  | 2e                | Vainqueurs           |
| 9  | 1936-1937 | 48 | 32 | 13 | 3  | 143 | 90  | 64  | 1er               | Finalistes           |
| 10 | 1937-1938 | 48 | 29 | 14 | 5  | 143 | 102 | 58  | 1er               | Vainqueurs           |
| 11 | 1938-1939 | 52 | 36 | 12 | 4  | 183 | 95  | 72  | 1er               | Vainqueurs           |
| 12 | 1939-1940 | 48 | 37 | 11 | 0  | 195 | 99  | 74  | 1er               | Éliminés au 1er tour |
| 13 | 1940-1941 | 48 | 31 | 17 | 0  | 139 | 99  | 62  | 1er               | Vainqueurs           |
| 14 | 1941-1942 | 50 | 30 | 15 | 5  | 141 | 103 | 65  | 1er division Nord | Éliminés au 1er tour |

### Dans la LAH
| No | Saison    | PJ | V  | D  | N  | BP  | BC  | Pts | Classement         | Séries éliminatoires |
| -- | --------- | -- | -- | -- | -- | --- | --- | --- | ------------------ | -------------------- |
| 15 | 1944-1945 | 60 | 14 | 38 | 8  | 157 | 257 | 36  | 4e division Ouest  | Non qualifiés        |
| 16 | 1945-1946 | 62 | 21 | 32 | 9  | 198 | 266 | 51  | 4e division Ouest  | Non qualifiés        |
| 17 | 1946-1947 | 64 | 17 | 35 | 12 | 211 | 292 | 46  | 5e division Ouest  | Non qualifiés        |
| 18 | 1947-1948 | 68 | 22 | 36 | 10 | 242 | 291 | 54  | 5e division Ouest  | Non qualifiés        |
| 19 | 1948-1949 | 68 | 41 | 18 | 9  | 294 | 192 | 91  | 1er division Ouest | Éliminés au 1er tour |
| 20 | 1949-1950 | 70 | 34 | 28 | 8  | 258 | 250 | 76  | 3e division Ouest  | Éliminés au 1er tour |
| 21 | 1950-1951 | 70 | 32 | 34 | 4  | 233 | 252 | 68  | 4e division Ouest  | Non qualifiés        |
| 22 | 1951-1952 | 68 | 28 | 39 | 1  | 256 | 262 | 57  | 4e division Ouest  | Non qualifiés        |
| 23 | 1952-1953 | 64 | 26 | 37 | 1  | 212 | 258 | 53  | 6e                 | Non qualifiés        |